# Slaget vid Toulouse (721)
Slaget vid Toulouse ägde rum under den islamiska expansionen i Europa i början av 700-talet, specifikt den Islamiska invasionen av Gallien.
Den muslimska erövringen av visigoternas rike hade då nått området i nuvarande Frankrike norr om bergskedjan Pyrenéerna på Iberiska halvön. De hade 720 erövrat den visigotiska hamnstaden Narbonne. Därifrån fortsatte de inåt landet, men framryckningen stoppades tillfälligt genom slaget om Toulouse 721 när hertig Odo av Akvitanien, också känd som Eudes den store, bröt deras belägring av staden. Muslimerna som hade sina baser i Narbonne kunde dock återupprusta sjövägen och fortsätta framryckningen norrut.

## Källa
- Historiebloggen, Dick Harrison